# Movimento Mundial dos Trabalhadores Cristãos
O Movimento Mundial dos Trabalhadores Cristãos (Mouvement Mondial des Travailleurs Chrétiens) é a associação oficialmente reconhecida pela Igreja Católica para trabalhadoras e mulheres católicas. É uma organização membro da Conferência das Organizações Católicas Internacionais do Vaticano. O Movimento Mundial dos Trabalhadores Cristãos (WMCW / MMTC) não tem membros individuais, mas é uma federação de vários movimentos nacionais. A afiliada nos Estados Unidos é a Catholic Labour Network. No Reino Unido, é o Movimento de Obreiros Cristãos.
As atividades WMCW / MMTC são educacionais e evangelísticas. O Movimento baseia seu compromisso na fé em Jesus Cristo, no Evangelho e no ensino social da Igreja Católica. Ela está comprometida em trabalhar em conjunto com outras pessoas - independentemente de raça, cultura ou credo - para melhorar suas condições de vida e construir uma sociedade sem exclusões. A abordagem usada pelo Movimento baseia-se no método desenvolvido por Joseph Cardijn para "ver-julgar-agir".
A sede mundial do Movimento fica em Bruxelas, Bélgica. O francês é a língua de trabalho da sede.

## História
Antes da Segunda Guerra Mundial, em muitos países europeus, havia diferentes federações trabalhistas para católicos, socialistas, comunistas e liberais. Todos esses sindicatos foram abolidos pelos regimes nazistas ou outros de direita no Eixo Europa. O Vaticano e outros acreditavam que essa divisão no movimento trabalhista enfraqueceu sua capacidade de derrotar o nazismo e outros movimentos totalitários de direita. Após a Segunda Guerra Mundial, o Vaticano desencorajou a reforma dos " sindicatos cristãos " Sindicatos católicos alinhados), embora nem sempre tenha sido bem-sucedido. Como alternativa aos sindicatos católicos que negociavam contratos e representavam trabalhadores para a administração, as associações cristãs de trabalhadores foram criadas como um movimento educacional, espiritual e social, e não como um sindicato específico. Na década de 1950, as associações de trabalhadores católicos da Áustria, Bélgica, França, Alemanha, Suíça e Holanda decidiram unir forças para criar uma estrutura internacional para incentivar trocas e conhecimentos entre indivíduos e diferentes situações; estimular a solidariedade entre movimentos de trabalhadores; promover a disseminação dos movimentos operários cristãos no mundo; e desenvolver o apostolado no mundo do trabalho. Em 1966, para coincidir com o 75º aniversário do Rerum Novarum, foi reconhecido oficialmente pela Santa Sé.